# 埃茨巴赫
埃茨巴赫是德国莱茵兰-普法尔茨州的一个市镇。总面积3.05平方公里，总人口1323人，其中男性689人，女性634人（2011年12月31日），人口密度434人/平方公里。